# 19 martyrs d'Algérie
Les 19 martyrs d'Algérie sont un ensemble de catholiques assassinés entre 1994 et 1996 pendant la guerre civile algérienne. Il s'agit d'un évêque, de six religieuses et de douze prêtres et autres religieux, dont les sept moines de Tibhirine. Ils sont reconnus martyrs par le pape François le 26 janvier 2018, ce qui conduit à leur béatification le 8 décembre de la même année en Algérie.

## Contexte historique
La guerre civile algérienne (décennie noire) débute en 1991 lorsque le gouvernement algérien annule les élections législatives dans lesquelles le Front islamique du salut (FIS) avait fait un bon score, craignant de laisser place à une République islamique. Une guérilla islamiste émerge rapidement et de nombreuses milices commencent une lutte armée contre les civils dans le but de terroriser la population et d'instaurer un califat.
L'Église catholique algérienne, minuscule et composée essentiellement de non nationaux, est menacée. Quelques religieux cependant ne souhaitent pas quitter le pays. Bien qu'ils n'aient jamais pu obtenir la nationalité algérienne, ils se considèrent comme algériens et refusent d'abandonner un peuple auquel leur destin est indissolublement lié. Pour la plupart (à l'exception de Christian Chessel, de Christophe Lebreton et d'Esther Paniagua Alonso), il s'agit aussi d'une génération de religieux sexagénaires ou septuagénaires dont les liens avec l'Algérie sont marqués par leur histoire personnelle au moment de l'indépendance du pays.

## Liste des martyrs

### 8 mai 1994
Assassinés le 8 mai 1994 à Alger :
- Henri Vergès : né le 15 juillet 1930 à Matemale, religieux mariste et enseignant français ;
- Paul-Hélène Saint-Raymond : née le 24 janvier 1927 à Paris, religieuse française des Petites Sœurs de l'Assomption.

### 23 octobre 1994
Assassinées le 23 octobre 1994 à Bab El Oued :
- Esther Paniagua Alonso : née le 7 juin 1949 à Izagre, religieuse espagnole des Sœurs augustines missionnaires ;
- Caridad Álvarez Martín : née le 9 mai 1933 à Santa Cruz de la Salceda, religieuse espagnole des Sœurs augustines missionnaires.

### 27 décembre 1994
Assassinés le 27 décembre 1994 à Tizi Ouzou :
- Jean Chevillard : né le 27 août 1925 à Angers, prêtre français des missionnaires d'Afrique ;
- Alain Dieulangard : né le 21 mai 1919 à Saint-Brieuc, prêtre français des missionnaires d'Afrique ;
- Charles Deckers : né le 26 décembre 1924 à Anvers, prêtre belge des missionnaires d'Afrique ;
- Christian Chessel : né le 27 octobre 1958 à Digne, prêtre français des missionnaires d'Afrique.

### 3 septembre 1995
Assassinées le 3 septembre 1995 à Belouizdad :
- Angèle-Marie Littlejohn : née le 22 novembre 1933 à Tunis, religieuse maltaise des Sœurs missionnaires de Notre-Dame des Apôtres ;
- Bibiane Leclercq : née le 8 janvier 1930 à Gazeran, religieuse française des Sœurs missionnaires de Notre-Dame des Apôtres.

### 10 novembre 1995
Assassinée le 10 novembre 1995 à Alger :
- Odette Prévost : née le 17 juillet 1932 à Oger, religieuse française des Petites Sœurs du Sacré-Cœur.

### 21 mai 1996
Assassinés le 21 mai 1996 vers Médéa :
- Christian de Chergé : né le 18 janvier 1937 à Colmar, prêtre trappiste français, prieur de la communauté depuis 1984, moine depuis 1969, en Algérie depuis 1971.
- Luc Dochier : né le 31 janvier 1914 à Bourg-de-Péage, religieux trappiste français, moine depuis 1941, en Algérie depuis août 1946. Médecin, il est présent cinquante ans à Tibhirine, il a soigné tout le monde gratuitement, sans distinction.
- Christophe Lebreton : né le 11 octobre 1950 à Blois, prêtre trappiste français, moine depuis 1974, en Algérie depuis 1987.
- Michel Fleury : né le 21 mai 1944 à Sainte-Anne-sur-Brivet, religieux trappiste français, moine depuis 1981, en Algérie depuis 1985. Membre de l'Institut du Prado, il était le cuisinier de la communauté.
- Bruno Lemarchand : né le 1er mars 1930 à Saint-Maixent-l'École, prêtre trappiste français, moine depuis 1981, en Algérie et au Maroc depuis 1989.
- Célestin Ringeard : né le 27 mars 1933 à Touvois, prêtre trappiste français, moine depuis 1983, en Algérie depuis 1987.
- Paul Favre-Miville : né le 17 avril 1939 à Vinzier, religieux trappiste français, moine depuis 1984, en Algérie depuis 1989. Il était chargé du système d'irrigation du potager du monastère.

### 1eraoût 1996
Assassiné le 1er août 1996 à Oran :
- Mgr Pierre Claverie : né le 8 mai 1938 à Alger, prêtre dominicain français, évêque d'Oran.

## Béatification
La procédure diocésaine en vue de la béatification des moines, ainsi que celle de douze autres religieux ou religieuses catholiques assassinés entre 1993 et 1996, a été engagée en 2007 à Alger. Thomas Georgeon était le postulateur.
L'enquête diocésaine se clôt le 15 février 2013 et le dossier est envoyé à Rome pour y être étudié par le Dicastère pour la Cause des Saints. Le 26 janvier 2018, le pape François reconnaît leur mort in odium fidei, et signe le décret de béatification.
La cérémonie de béatification est célébrée le 8 décembre 2018 dans la chapelle de Santa Cruz, à Oran(Algérie) par le cardinal Giovanni Angelo Becciu, envoyé du pape, en présence de Mohamed Aïssa, ministre des Affaires religieuses et des Wakfs, et d'environ 1 200 personnes. Un hommage est aussi rendu à Mohamed Bouchikhi, le chauffeur musulman de Pierre Claverie, tué avec lui. Il s'agit de la première béatification célébrée en pays majoritairement musulman.